# 雪莉·麦基奇尼
雪莉·伊丽莎白·麦基奇尼（英語：Shirley Elizabeth McKechnie，1926年6月18日—2022年9月5日），澳大利亚舞蹈家、编舞家。

## 生平
1926年6月18日生于墨尔本，曾就读于阿尔比恩国立学校、威廉斯顿高中。她从四岁开始学习舞蹈，十岁开始学习芭蕾。1945年开设了她的第一所舞蹈学校。1948年与肯·麦基奇尼结婚并育有两个孩子。1955年开设了第二所舞蹈学校。1963年成立澳大利亚当代舞蹈剧院，并担任艺术总监，直至1973年。她曾赴美国茱莉亞學院和加拿大的舞蹈学校进修学习。1975年，她在鲁斯登学院（现迪肯大学）开设了澳大利亚第一个舞蹈学位课程。1977年参与成立澳大利亚舞蹈协会。2022年9月5日在墨尔本逝世。

## 荣誉
1987年获授澳大利亚员佐勋章，2013年升为官佐勋章。1993年，她被授予肯尼斯·迈尔表演艺术奖章。1998年当选澳洲人文學院荣誉院士，并被墨尔本大学授予视觉与表演艺术荣誉博士学位。2001年，她因对澳大利亚舞蹈研究的贡献而获得百年奖章。同年，获得澳大利亚舞蹈奖终身成就奖。